# Phobocampe takeuchii
Phobocampe takeuchii är en stekelart som beskrevs av Kusigemati 1988. Phobocampe takeuchii ingår i släktet Phobocampe och familjen brokparasitsteklar. Inga underarter finns listade i Catalogue of Life.